# Mitchell Slaggert
Mitchell Slaggert (Fayetteville, 15 settembre 1994) è un attore statunitense noto principalmente per aver interpretato Jackson nella commedia drammatica HBO Max The Sex Lives of College Girls.

## Biografia
Mitchell Slaggert è nato a Fayetteville, Georgia, da Jeff e Kellye Slaggert, nonché uno dei 19 nipoti del veterano dei Marines Douglas Leo Francis Joseph Patrick Slaggert. Il suo desiderio di arruolarsi a sua volta è sfumato dopo che un incidente automobilistico lo ha lasciato con un solo rene, spingendolo a ripiegare sulla carriera recitativa. Dopo essere stato notato per strada a Wilmington, è stato scelto come protagonista del film indipendente Moss di Daniel Peddle, presentato in anteprima nella US Fiction Competition al LA Film Festival del 2017. Nello stesso anno è apparso nel lungometraggio di John R. Leonetti Wish Upon, al fianco di Joey King e Ryan Phillippe. Contemporaneamente ha iniziato a lavorare come modello per Calvin Klein, Dsquared², David Yurman, Jean Paul Gaultier e Versace apparendo in numerose pubblicazioni in tutto il mondo.
Il 3 giugno 2022 è stato annunciato che Slaggert si sarebbe unito al cast della commedia drammatica HBO Max di Mindy Kaling The Sex Lives of College Girls per la seconda stagione.

## Filmografia

### Cinema
- Moss, regia di Daniel Peddle (2017)
- Wish Upon, regia di John R. Leonetti (2017)
- Write When You Get Work, regia di Stacy Cochran (2018)
- Spare Room, regia di Jenica Bergere (2018)
- Le Male Le Parfum, regia di Jean-Paul Gaultier - cortometraggio (2020)
- Lightning Strikes, regia di Jeremy Scott - cortometraggio (2021)

### Televisione
- Diablo Guardián - serie TV, 4 episodi (2018)
- Gossip Girl - serie TV, episodio 1x12 (2021)
- The Sex Lives of College Girls - serie TV, 9 episodi (2022)
- A Carpenter Christmas Romance, regia di Jake Helgren - film TV (2024)
- Landman - serie TV, 4 episodi (2024-2025)